# Lagoa do Tocantins
Lagoa do Tocantins is een gemeente in de Braziliaanse deelstaat Tocantins. De gemeente telt 3.352 inwoners (schatting 2009).